# Paula Klien
Paula Klien nasceu no Rio de Janeiro em 1968. É uma artista plástica contemporânea com significativa projeção internacional. Embora utilize técnicas ancestrais na criação de seus desenhos e pinturas, Paula foi pioneira em Cripto Arte e NFT (token não fungível). Artista multidisciplinar e diretora criativa de vanguarda, também trabalha com performance e vídeo, servindo-se de recursos de sua bagagem, como dança e música. Além disso, foi fotógrafa por dez anos, realizando trabalhos culturalmente relevantes. Muitas de suas obras visuais integram acervos de museus e importantes coleções. Embora tenha estudado Direito, Paula desistiu da carreira jurídica. A escrita é uma paixão antiga, e "Todas as Minhas Mortes" marca o lançamento da artista no universo literário.  

## Biografia
Paula Klien nasceu, vive e trabalha no Rio de Janeiro. Pesquisa o invisível trabalhando os acidentes no campo da espiritualidade, transcendência, silêncio e entrega. Seu trabalho acontece na água, onde telas e papéis de grande dimensão ganham forma. Muitas vezes, a artista trabalha em águas doces de rios.
Paula Klien é representada por três galerias no Brasil e pela aquabitArt Gallery em Berlim. Em NFTs, é agenciada pela Metaverse Agency.
Sua prévia experiência com equipamentos fotográficos ao longo de dez anos, foi um contraponto libertador para a jornada intuitiva. 
Enquanto fotógrafa, a artista participou de laboratório e de preparo profissional para intempéries da natureza com  Steve McCurry. Foi agenciada pela ABÁ MGT, realizando campanhas e editoriais de moda. Publicou dois livros de retratos, intitulados “Pessoas Me Interessam” (2010) e “It’s Raining Men” (2014). Fez parte de outros, a convite. Esteve presente em Centros Culturais mostrando o trabalho em coletivas e algumas individuais como “Edible” e “Gatos&Sapatos”. Participou de duas Bienais na Itália . Membro da Abrafoto e representada no exterior pela Paradise, clicou um grande número de modelos e personalidades no Brasil e no exterior. É dela o último retrato de Oscar Niemeyer, em seu quarto, aos 104 anos, dias antes de falecer. Outras personalidades de destaque fotografadas por Paula Klien: Arduíno Colasanti (i.m), Emílio Santiago (i.m), Cauâ Reymond, Reynaldo Gianecchini, Juliana Paes, Sil Rafelli Carvalho ,  Alexandre Nero, Grazi Massafera, Alexandre Borges, Alinne Moraes, Marcello Antony, Marjorie Estiano, Marcelo Novaes, Fernanda Tavares, Sergio Marone, Adriane Galisteu, Ricardo Tozzi, Ellen Jabour, Marcos Pasquim, Gianne Albertoni, Paulo Ricardo, Marina Lima, Beto Simas, Mel Lisboa, Álamo Facó, Alessandra Colasanti, Dado Dolabella, Mariana Weickert, Rodrigo Pandolfo, Lívia de Bueno, Marcos Veras, Cris Vianna, Roger Gobeth, Mayana Moura, Pablo Moraes, Milena Toscano, Alexandre Cunha, Maria Flor, Ernesto Piccolo,  Alice Dellal .
Desenho e pintura foram as primeiras manifestações da artista, que também trabalhou com dança, música e estudou Direito. Durante sua trajetória, fez cursos livres na Escola de Artes Visuais do Parque Lage (EAV), estudou história da arte com o professor Marcos Campos e em 2016 fez residência na escola de artes visuais KUNSTGUT, em Berlim.
Em 2017 mostrou o trabalho seis vezes no exterior. Berlim, foram três vezes: uma individual e uma coletiva na aquabitArt gallery, galeria que a representa na cidade e uma participação na Positions Berlin Art Fair junto à galeria. Nova Iorque a convite da Clio Art Fair. Buenos Aires, com a Emmathomas, na arteBA e   Londres, numa concorrida apresentação solo na Saatchi Gallery. Em Novembro de 2017 participou com a galeria Aura, da Feira de Arte Contemporânea, em São Paulo. 
Em 2018  mostrou o trabalho quatro vezes no exterior. Na Alemanha participou de uma coletiva no Deutsche Bank Finance, de outra coletiva na Gallery e da Gallery. Na Itália, participou da  Bienal de arte de Salerno. No Brasil, de volta a Emmathomas, participou da mostra "Desver a Arte", marcou presença na sala de estar do arquiteto João Armentano, na CASACOR - São Paulo  e participou da Feira de Arte Internacional do Rio de Janeiro, a ArtRio. Foi a única brasileira convidada a participar da exposição "Pincel Oriental" no Centro Cultural dos Correios, junto a pintores chineses consagrados. e fez uma individual intitulada "Extremos Líquidos", com curadoria de Lontra Costa, na Casa de Cultura Laura Alvim no Rio de Janeiro.
Em 2019 participou da mostra “Ognuno il suo stilo, l’arte il senso della vita” no Museu dos Correios, da CASACOR Paraná junto a galeria Zilda Fraletti e fez uma individual intitulada "Fluvius", no Cultural dos Correios - RJ, com curadoria de Denise Mattar. Esta mostra contou com mais de cinquenta pinturas inéditas da artista, além de digigrafias, instalações e um vídeo performance, rendendo recorde de público ao centro cultural.
O ano de 2020 começa em fevereiro com palestra e debate sobre processo criativo com o psicanalista Jorge Forbes na Saint Paul Escola de Business. Devido à pandemia Covid 19, houve o cancelamento de uma individual em SP e outra no MAM Bahia, assim como sua participação na SP Arte que também foi cancelada devido aos protocolos de segurança. Participou, entretanto da SP Arte Viewing Room – versão online da Feira Internacional.  Fez parte também do projeto expositivo online Artsoul e de uma coletiva na galeria que a representa em Berlim em comemoração aos onze anos da galeria. e de outra intitulada "Arte Da Lembrança" na Galeria Bianca Boeckel. Participou da ArtRio junto à Galeria Bianca Boeckel e também da SP-Foto junto à galeria Zilda Fraletti. 
Ano 2021 e a pandemia Covid 19 ainda exige mudanças sociais. Incertezas em relação aos acontecimentos dão margem à um excelente momento de criação. O ateliê parece ser a melhor opção com olhos voltados para o futuro. De qualquer forma, em março participa com nove digigrafias, no ambiente da arquiteta Adriana Esteves, da CASACOR 2021. Em maio expõe pinturas em Berlim na coletiva UNMASKED#2  da aquabitArt e faz seu primeiro drop de “Token não fungível”. na plataforma curada Makersplace. Agenciada em NFTs pela Metaverse Agency, Paula Klien se firma como a primeira artista plástica brasileira a fazer uso do NFT. Ainda em maio, outro drop na Makersplace. Em junho, Paula Klien constou entre os 100 artistas mundialmente escolhidas pela Binance para o lançamento de sua plataforma NFT. Em setembro, foi inspiração para um desenho e NFT do quadrinista da Marvel, Mike Deodato, intitulado de A Imperatriz e participou da Art-Rio no primeiro stand de NFT do  Brasil junto à Metaverse Agency. Em outubro, participou da SP-ARTE com a Sergio Gonçalves Galeria. Em novembro, fez drops de NFT na TROPIX de Daniel Peres Chor e na INVERT de Andres Bilbao.
2022 começa em janeiro com drop na coleção NFT PUPTI, iniciativa do Mercado Bitcoin, exchange brasileira de cripto ativos e a TROPIX, com leilões destinando 95.5% dos ganhos para ajudar a causa indígena do "Projeto de Gestão e Vigilância Territorial do Povo Indígena Paiter Suruí de Rondônia" . Em março, Paula Klien foi speaker de NFT em dois eventos: o “Tardes Cariocas” na casa da escada colorida e o “Ethereum Rio” no Museu do Amanhã . Ainda em março, a artista participou da primeira edição da feira de arte contemporânea ArtSampa  e doou o NFT “Mother Flower 1” para o MACS, Museu de Arte Contemporânea de Sorocaba, que se tornou o primeiro museu privado brasileiro a ter um NFT em acervo. Em abril, participou da SP Arte com duas obras em NFT no stand da TROPIX, marketplace global de cripto arte."

## Carreira
LITERATURA
- 2024 – Todas as minhas mortes (Citadel) - romance [85][86][87]

ARTES VISUAIS
- Abril de 2025 – Exposição coletiva "Reflection", na aquabitArt Gallery, Berlim. Apresentou três obras inéditas em técnica mista – "Sis", "Liora" e "Alice".[88][89]
- Abril de 2025 – Exposição "Grandes Formatos: A Pintura no Acervo do MACS" – Museu de Arte Contemporânea de Sorocaba (MACS), Sorocaba, São Paulo. Participou com a obra "Zig Zag".[90][91]
- Outubro de 2022 – Fotografia “O Último Retrato de Oscar Niemeyer” no livro “Um Niemeyer é sempre um Niemeyer”, do escritor e arquiteto Carlos Oliveira Santos[92][93]
- Outubro de 2022 – Exposição de arte na mostra "Al di là delle frontiere", na Basílica de San Lorenzo, Roma[94]
- Agosto de 2022 – Museu da Imagem e do Som (MIS) – Exposição de duas obras NFT[95][96]
- Agosto de 2022 – Exposição de arte na mostra "ÜBERSCHAU 4" apresentada pela CSR, do grupo Art at Berlin, Deeds World e Deeds Lab[97]
- Julho de 2022 – Exposição do NFT “Mother Flower 1” para o MACS (Museu de Arte Contemporânea de Sorocaba)[98]
- Julho de 2022 – Casa70 Lisboa – Representação com a galeria[99]
- Julho de 2022 – Exposição de arte na Sunnysick, Casa70 Lisboa[100]
- Junho de 2022 – Museu de Arte Contemporânea de Sorocaba (MACS) na exposição "Um acervo preto e branco"[101][102][103]
- Abril 2022 – SP-Arte Stand TROPIX – Duas obras em NFT [82][83][84]
- Março 2022 – Doação do NFT “Mother Flower 1” para o MACS (Museu de Arte Contemporânea de Sorocaba) – Primeiro NFT em acervo de um museu privado brasileiro[79][80][81]
- Março 2022 – ArtSampa #1 – Agenciada pela Metaverse Agency[78]
- Março 2022 – Speaker NFT no evento “Ethereum Rio” no Museu do Amanhã[75][76]
- Março 2022 – Speaker NFT no evento “Tardes Cariocas” na Casa da Escada Colorida[76][75]
- Janeiro 2022 – NFT drop PUPTI - em prol do "Projeto de Gestão e Vigilância Territorial do Povo Indígena Paiter Suruí de Rondônia"[104][105][106] [74][72][73]
- Novembro 2021 – NFT drop New Eden - Invert de Andres Bilbao[71]
- Novembro 2021 – NFT drop TROPIX de Daniel Peres Chor[70]
- Outubro 2021 – SP-ARTE com Sergio Gonçalves Galeria 2021[68][69]
- Setembro 2021 – ArtRio com Metaverse Agency[67]
- Junho 2021 – NFT - uma das 100 artistas escolhidas mundialmente pela Binance para o lançamento da plataforma NFT[65]
- Maio 2021 – NFT Segundo drop na Makersplace [64]
- Maio 2021 – NFT primeiro drop na Makersplace [62][64]
- Maio 2021 – Exposição Coletiva UNMASKED#2 - AquabitArt – Berlim[63][62][107]
- Março 2021 – CASACOR Rio – ambiente da arquiteta Adriana Esteves[108]
- Novembro 2020 –  SP-FOTO com Zilda Fraletti
- Setembro 2020 –  ArtRio 2020 - Marina da Glória - Rio de Janeiro[56][57][58][59]
- Agosto 2020 –  SP-Arte Viewing Room[52][53][54]
- Agosto 2020 –  Exposição Arte Da Lembrança na Galeria Bianca Boeckel[109]
- Julho 2020 – Exposição coletiva Paper Reality – 11 years AquabitArt - Berlim[55][110]
- Julho 2020 – Projeto expositivo online Artsoul
- Março a Novembro 2020 – Mostra Artefacto SP – ambiente Patricia Anastassiadis[111]
- 2020 – exposição individual no MAM Bahia cancelada devido à Covid-19
- 2020 – exposição A Forma Da Água cancelada devido à Covid-19
- 2020 – SP-ARTE presencial cancelada devido à Covid-19[112][113]

- Fevereiro 2020 –  Palestra e debate sobre processo criativo com o psicanalista Jorge Forbes na Saint Paul Escola de Business[114], em São Paulo (SP). “A Importância do Processo Criativo nos Desafios da Liderança Contemporânea”.
- Dezembro 2019 - Exposição "Fluvius" - Centro Cultural dos Correios - RJ - [48][49][50]
- Maio a Julho 2019 - Exposição “Ognuno il suo stilo, lárte il senso della vita” - Museu dos Correios - Brasília
- 2019 - CasaCOR Paraná - Curitiba
- Dezembro 2018 - Pincel Oriental - Centro Cultural dos Correios - Rio de Janeiro [23][24]
- Setembro 2018 - Bienal de arte de Salerno - Salerno
- Setembro 2018 - Deutsche Bank Finance - Agency Ludwigsfelde - Berlim
- Setembro 2018 - ArtRio 2018 - Rio de Janeiro [115]
- Agosto 2018 - Extremos Líquidos - Casa de Cultura Laura Alvim - Rio de Janeiro [25][26][27][28][29][30][31][32][33][34][35][36][37][38][39][40][41][42][43][44][45][46][47]
- Maio 2018 - Casa Cor - "A Casa Viva" - São Paulo [19][20][21][22]
- April 2018 - Desver a Arte - Galeria Emmathomas - São Paulo [116]
- Abril 2018 - Desver a Arte - Galeria Emmathomas - São Paulo [116]
- Abril 2018 - Paper Positions - Berlin Gallery Weekend - Berlin [117]
- Novembro 2017 - Parte 2017 - Feira de Arte Contemporânea de São Paulo - Galeria Aura
- Setembro 2017 - Positions Berlin Art Fair - Berlin [4][5][6][7][8]
- Setembro 2017 - Start Art Fair - Saatchi Gallery - London [14][15][16][17][18]
- Agosto 2017 - Exposição de arte - aquabitArt Gallery - Auguststrasse - Berlim [3][118][119][120][121][122][123] [124]
- Maio 2017 - arteBA - Galeria Emmathomas - Buenos Aires [9][10][11][12][13]
- Março 2017 - Clio Art Fair - Chelsea Art District - New York City
- Fevereiro 2017– Individual Invisibilities, curadoria Irina Ilieva, aquabitArt Gallery – Berlim

FOTOGRAFIA - INDIVIDUAIS
- 2015 – Exposição individual do Livro de fotografias ”Pessoas Me Interessam” (Realização: Ministério da Cultura – Governo Federal do Brasil / Patrocínio: Ortobom e Copelmi) Clubhouse Rio, RJ
- 2014 – Livro de fotografias “Pessoas Me Interessam” (Realização: Ministério da Cultura – Governo Federal do Brasil / Patrocínio: Ortobom e Copelmi) – Livraria Saraiva (RJ)
- 2012 – Exposição fotográfica individual “Edible” – Galeria BNDES (RJ)
- 2010 – Livro de fotografias “It`s Raining Men” (Editora Mauad x) – Livraria da Travessa Ipanema (RJ)
- 2007 – Exposição fotográfica individual “Gatos & Sapatos” – IAB (Instituto dos Arquitetos do Brasil) (RJ)

FOTOGRAFIA - COLETIVAS
- 2014 – LZ Arte – LZ Studio (RJ)
- 2013 – Feira de arte contemporânea “ARTIGO RIO” – Centro de convenções Sulamérica (RJ)
- 2012 – Feira de arte contemporânea “ARTIGO RIO” – Centro de convenções Sulamérica (RJ)
- 2012 – Livro de fotografias “Shakespeare, retratos de uma festa luminosa” – Livraria Travessa Leblon (RJ)
- 2012 – Exposição fotográfica e livro “Shakespeare, retratos de uma festa luminosa” – Espaço Cultural da Porto Seguro (SP)
- 2012 – Bienal de arte contemporânea de Roma – Sala Del Bramante – prêmio de oitavo lugar em Fotografia Fine Art (Itália)
- 2011 – Bienal de arte contemporânea de Firenze – Fortezza da Basso (Itália)
- 2011 – Exposição fotográfica “Brasileirice” – Real Astoria (RJ)
- 2011 – Exposição fotográfica “Shakespeare, retratos de uma festa luminosa” – Sesc Rio (RJ)
- 2010 – Exposição fotográfica “Natural do Rio” – Shopping Leblon (RJ)
- 2009 – Exposição fotográfica e livro “Mulheres de Verdade” – São Conrado Fashion Mall (RJ)

## Citações
| “ | É a partir de um exercício de controle e descontrole sobre litros e mais litros de água que meu trabalho ganha forma | ” |